# J. Russell George
J. Russell George (n. 8 octombrie 1963 – d. 1 ianuarie 2024) a fost un avocat american care a servit ca inspector general al trezoreriei pentru administrarea fiscală la Serviciul de venituri interne din 2004 până la moartea sa în 2024.

## Tinerețe și educație
Originar din New York, George a urmat școli publice, inclusiv Brooklyn Technical High School. Apoi și-a luat diploma de licență în arte de la Universitatea Howard și doctor în drept de la Harvard Law School. 

## Carieră
După absolvirea facultății de drept, George a lucrat ca procuror. Apoi a ocupat funcția de consilier general adjunct în Biroul de management și buget. Mai târziu a ocupat funcția de Director Asociat pentru Politică în cadrul Corporației pentru Servicii Naționale și Comunitare, înainte de a se întoarce în New York City și a practicat dreptul la Kramer Levin Naftalis &amp; Frankel.
În 1995, George a început să servească drept director de personal și consilier șef al Comitetului pentru supraveghere și reformă al Camerei Statelor Unite și al Subcomitetului pentru eficiența guvernamentală, management financiar și relații interguvernamentale, apoi prezidat de reprezentantul Steve Horn. George a fost nominalizat ca inspector general al Corporației pentru Servicii Naționale și Comunitare de către George W. Bush în 2002. În 2004, a devenit inspector general al trezoreriei pentru administrarea fiscală și, ulterior, a servit sub patru președinți.  În 2013, George a depus mărturie în fața Congresului în controversa privind vizarea IRS. 

## Moarte
J. Russell George a murit la 1 ianuarie 2024. 

## Lincuri externe
- Apariții pe C-SPAN